# Đại hội Đảng Công nhân xã hội dân chủ Nga lần thứ III
Đại hội Đảng Công nhân xã hội dân chủ Nga lần thứ III được tổ chức trong ngày 25/4 - 10/5 (12 - 27/4 lịch cũ) năm 1905 ở London, Anh.
Trung ương Menshevik đã bỏ phiếu chống lại Đại hội triệu tập ngày 7/2/1905 và biểu quyết trục xuất Lenin. Hai ngày sau, chín trong số mười một thành viên của ủy ban này đã bị trục xuất. Leonid Krasnin và Lyubimov đã bắt đầu liên lạc với những người Bolshevik và ký một thỏa thuận với Gusev và Rumyantsev để thành lập Đại hội 3. 
Đó là Đại hội của những người Bolshevik chỉ với một số ít Menshevik, người đã tổ chức một hội nghị thay thế ở Geneva. Cuộc họp rất bí mật, chúng tôi không biết tên của hội trường mà họ đã sử dụng. Krasnoyin và Alexander Bogdanov được bổ nhiệm vào "Văn phòng Ban chấp hành Trung ương Nga" với nhiệm vụ tập hợp hai phe.
Bên cạnh các chủ đề thường lệ, chương trình nghị sự bao gồm các vấn đề của Cách mạng Nga năm 1905. Lenin muốn đảng ủng hộ Nhật Bản trong cuộc chiến chống Nga (Joseph Pilsudski đã sử dụng chiến thuật tương tự). Đại hội gây áp lực buộc Lenin trở lại Nga (cuối cùng ông đã làm vào tháng 11) bằng cách di dời ủy ban trung ương và báo đảng ở Nga.